# Bunte Moschee (Gračanica)
Die Bunte Moschee (serbokroatisch Šarena džamija; Mejdan Jadid džamija) in Gračanica ist eine Moschee in Bosnien und Herzegowina.

## Geschichte
Nach den kriegerischen Ereignisses des späten 17. Jahrhunderts bestand am Ufer des Flusses Gračanka (heute Sokoluša) eine große Freifläche, der Mejdan. Dort wurde die in der zweiten Hälfte des 18. Jahrhunderts fertiggestellte Moschee errichtet (Aufzeichnungen über die Stiftung aus der Zeit zwischen 1763 und 1776), die einen älteren, hochwassergefährdeten Bau am gegenüberliegenden linken Flussufer ersetzte. Für den Bau der Schmalspurbahn Karanovac – Gračanica musste in den neunziger Jahren des 19. Jahrhunderts Grund abgetreten werden und die Bahn wurde auf einem Damm entlang des Flusses an der Moschee vorbeigeführt. Nach einem durch Funkenflug verursachten Brand wurde der Standort der Moschee etwas verlegt und diese wurde in den Jahren 1932 und 1933 unter Leitung von Ibro Šuša und Rifataga Mehinagić neu errichtet. Sie wurde im Jahr 1990 abgebrochen und wiederum durch einen (nunmehr den fünften) Neubau ersetzt. Im Bosnienkrieg erlitt die Moschee durch Granattreffer Schaden.

## Anlage
Der Bau aus dem 18. Jahrhundert entsprach der traditionellen populären Architektur. Er besaß ein hölzernes Minarett auf der Westseite. Der verzierte Minbar war ebenfalls aus Holz. Für den Neubau im Jahr 1932 wurde der Minbar aus der alten Moschee wieder verwendet. Die Höhe der Kuppel des Baus aus dem Jahr 1990 beträgt 17,65 m, ihr Innendurchmesser 11,35 m. Die Höhe des Minaretts beträgt 36 m.